# Stazione di Salorno
Stazione di Salorno vasútállomás Olaszországban, Trentino-Alto Adige régióban, Salorno településen.

## Vasútvonalak
Az állomást az alábbi vasútvonalak érintik:
- Brenner-vasútvonal

## Kapcsolódó állomások
A vasútállomáshoz az alábbi állomások vannak a legközelebb: 
- Stazione di Magrè-Cortaccia
- Stazione di Mezzocorona